# Hermann von Heinemann
Herman von Heinemann (Helmstedt, 1 maart 1812 - Braunschweig, 18 december 1871) was een Duits entomoloog, die eerst gespecialiseerd was in de Coleoptera en daarna in de Lepidoptera.
Hermann stamde uit een tot de lage adel behorend geslacht van officieren en hoge ambtenaren. Hij had vier broers, van wie er twee generaal-majoor werden in het Pruisische leger en één directeur van de Herzog August Bibliothek te Braunschweig.

## Werken

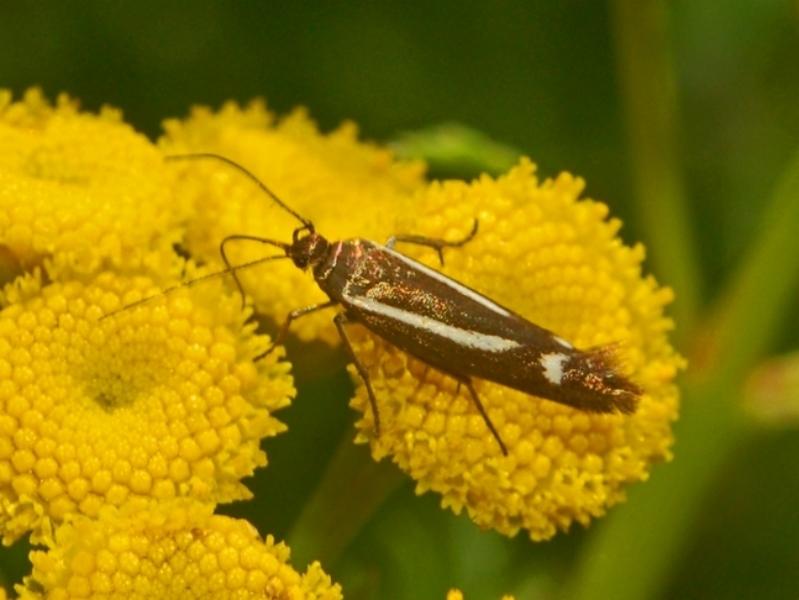
Een naar Heinemann vernoemde dikkopmot Scythris heinemanni

Hij schreef Die Schmetterlinge Deutschlands und der Schweiz (De vlinders van Duitsland en Zwitserland) gepubliceerd in Braunschweig (1859-1877). Dit werk werd voltooid door Maximilian Ferdinand Wocke.
Heinemann's collectie van Microlepidoptera bevindt zich in het Niedersächsisches Landesmuseum Hannover te Hannover.
- Gemeinsame Normdatei: 116660090
- International Standard Name Identifier: 0000 0000 9857 6200
- Nederlandse Thesaurus van Auteursnamen: 132909928
- Système universitaire de documentation: 093673833
- Virtual International Authority File: 45059701
- WorldCat: E39PBJfCwBdjrgxTTBjfpGGbVC